# Fiuggi
Fiuggi est une commune italienne de la province de Frosinone dans le Latium, réputée depuis le Moyen Âge pour ses sources thermales et son eau minérale.

## Géographie
Sur le territoire de la commune de Fiuggi se situe en partie le lac de Canterno.

### Communes limitrophes
Les communes attenantes à Fiuggi sont : Acuto, Ferentino, Guarcino, Piglio, Torre Cajetani, Trevi nel Lazio, Trivigliano.

## Histoire
La ville porte depuis la Haut Moyen Âge le nom d'Anticoli di Campagna. Elle devient célèbre lorsqu’au XIVe siècle le pape Boniface VIII affirma qu'il avait été guéri de la pierre grâce aux eaux minérales de la source voisine de Fiuggi. Deux siècles plus tard, c'était au tour de Michel-Ange de louer les vertus de l'eau qui l'avait guéri de « la seule pierre que je ne saurais aimer ». Bientôt, l’eau de Fiuggi fut mise en bouteille et expédiée à toutes les cours d'Europe.
Du XVIe au XIXe siècle, Anticoli di Campagna, comme beaucoup d'autres villes de la région, faisait partie des États pontificaux. Anticoli di Campagna était cependant bien plus prospère que ses voisines grâce à cette source de revenu que constituait l'exploitation de ses eaux, car les familles nobles gratifièrent plus d'une fois la ville en signe de reconnaissance[réf. nécessaire]. Les donateurs firent couvrir les remparts médiévaux de la ville de cet enduit peint utilisé aussi à Rome, changeant l’aspect de la ville[réf. nécessaire].
En 1911, la ville d'Anticoli di Campagna prend officiellement le nom de la source de Fiuggi sur décision du roi d'Italie à la fin de la Belle Époque où le thermalisme devient à la mode. Une gare de chemin de fer (ligne Rome–Fiuggi) a été en service de 1916 à 1982, notamment pour amener les curistes sur le site depuis la capitale.

## Démographie
Habitants recensés

## Administration
| Période                                  | Période  | Identité         | Étiquette | Qualité |
| ---------------------------------------- | -------- | ---------------- | --------- | ------- |
| avril 2000                               | En cours | Virgilio Bonanni |           |         |
| Les données manquantes sont à compléter. |          |                  |           |         |

## Économie
La ville possède une prestigieuse station thermale au sein du Grande Albergo Palazzo della Fonte ouvert en 1913 et qui accueillit le roi Victor-Emmanuel III d'Italie et sa famille l'année suivante. C'est aussi un lieu de nombreux congrès. Sa source d'eau minérale Fiuggi est réputée depuis Michel-Ange.

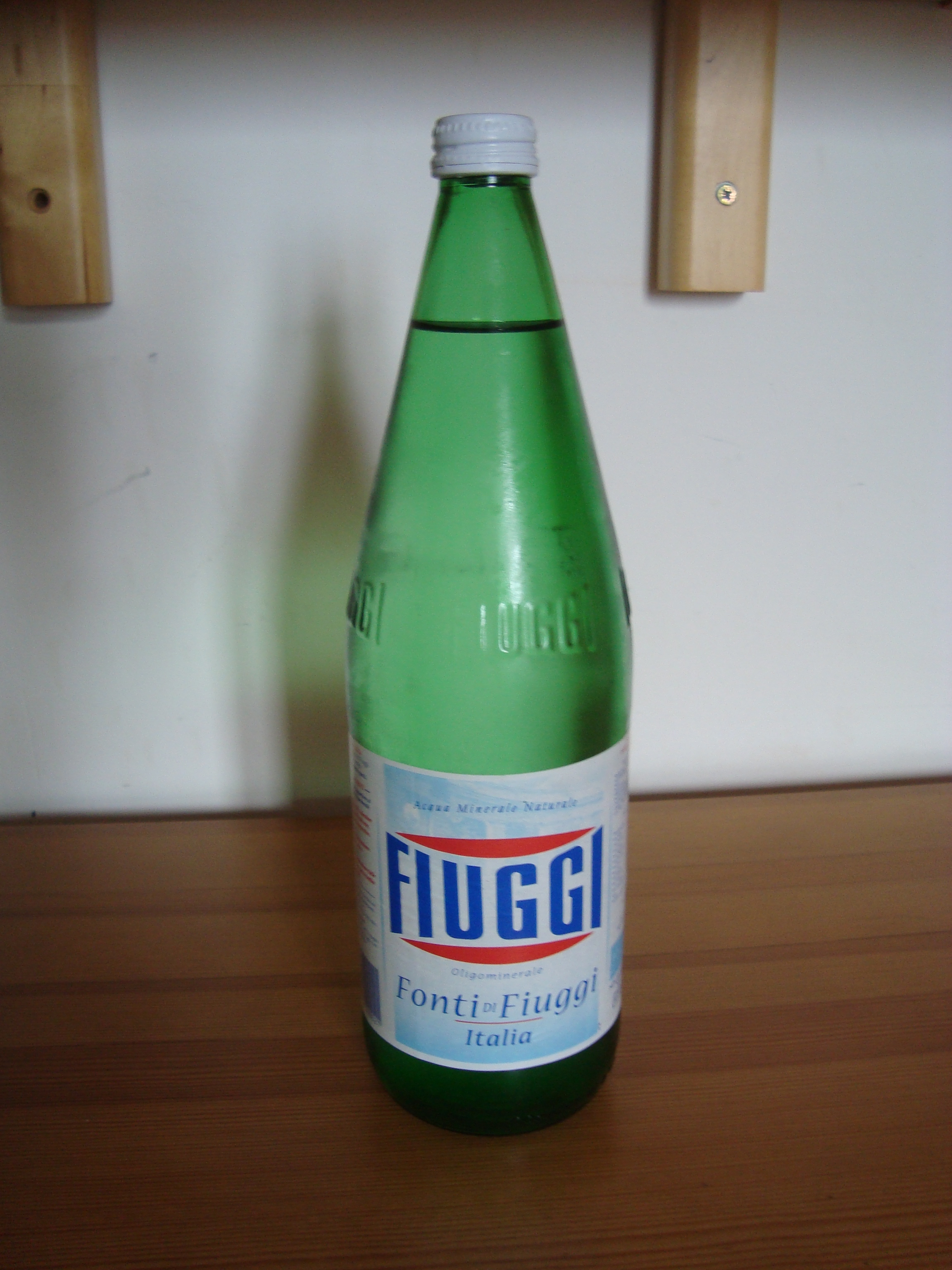
Une bouteille de Fiuggi.
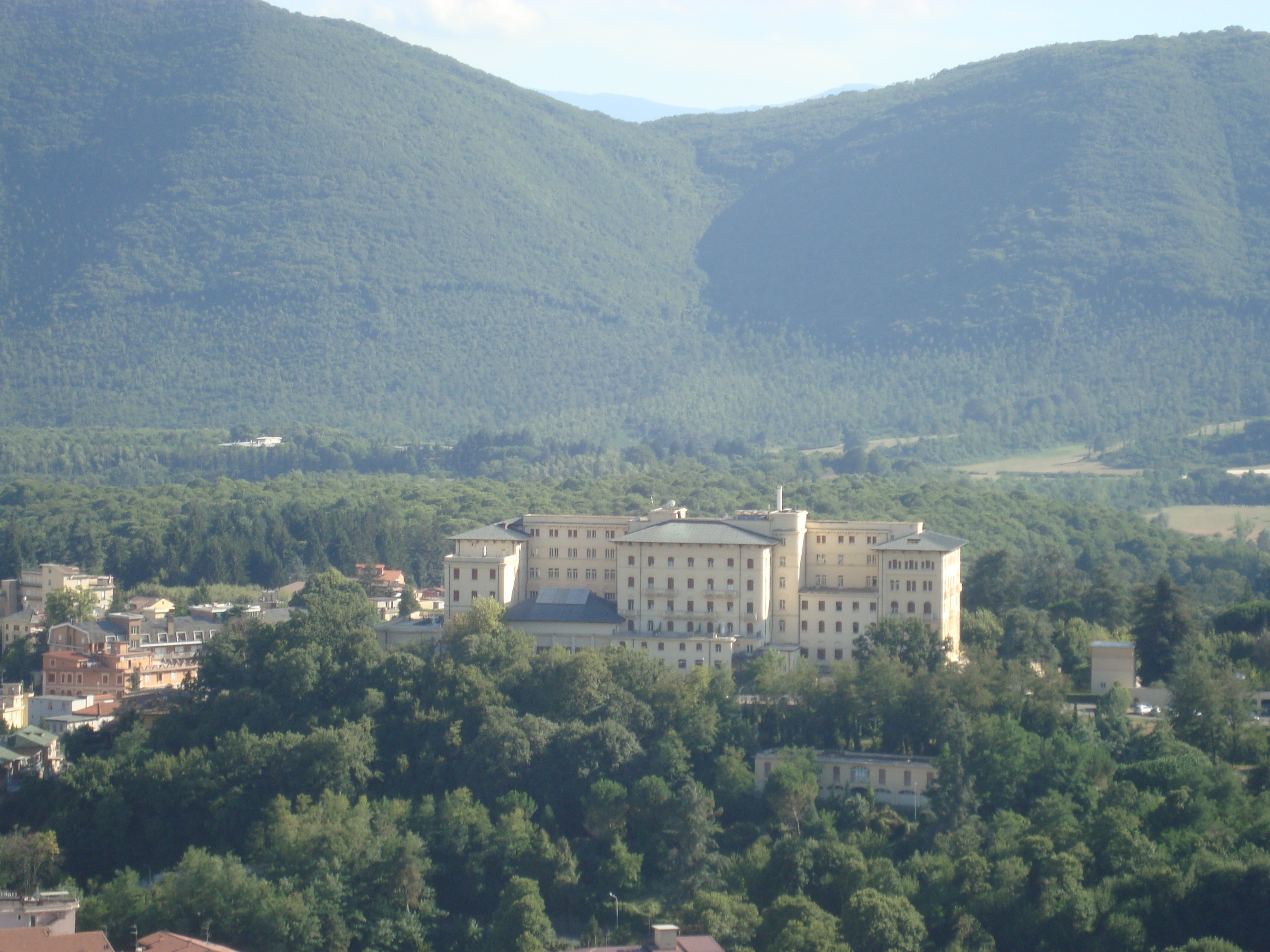
Le Grande Albergo Palazzo della Fonte ouvert en 1913.

## Culture
- La mairie reconstruite en 1925-26 sur le projet de l'architecte Luigi Rodolfi dans le style du XVe siècle.
- Le Grand Hôtel.

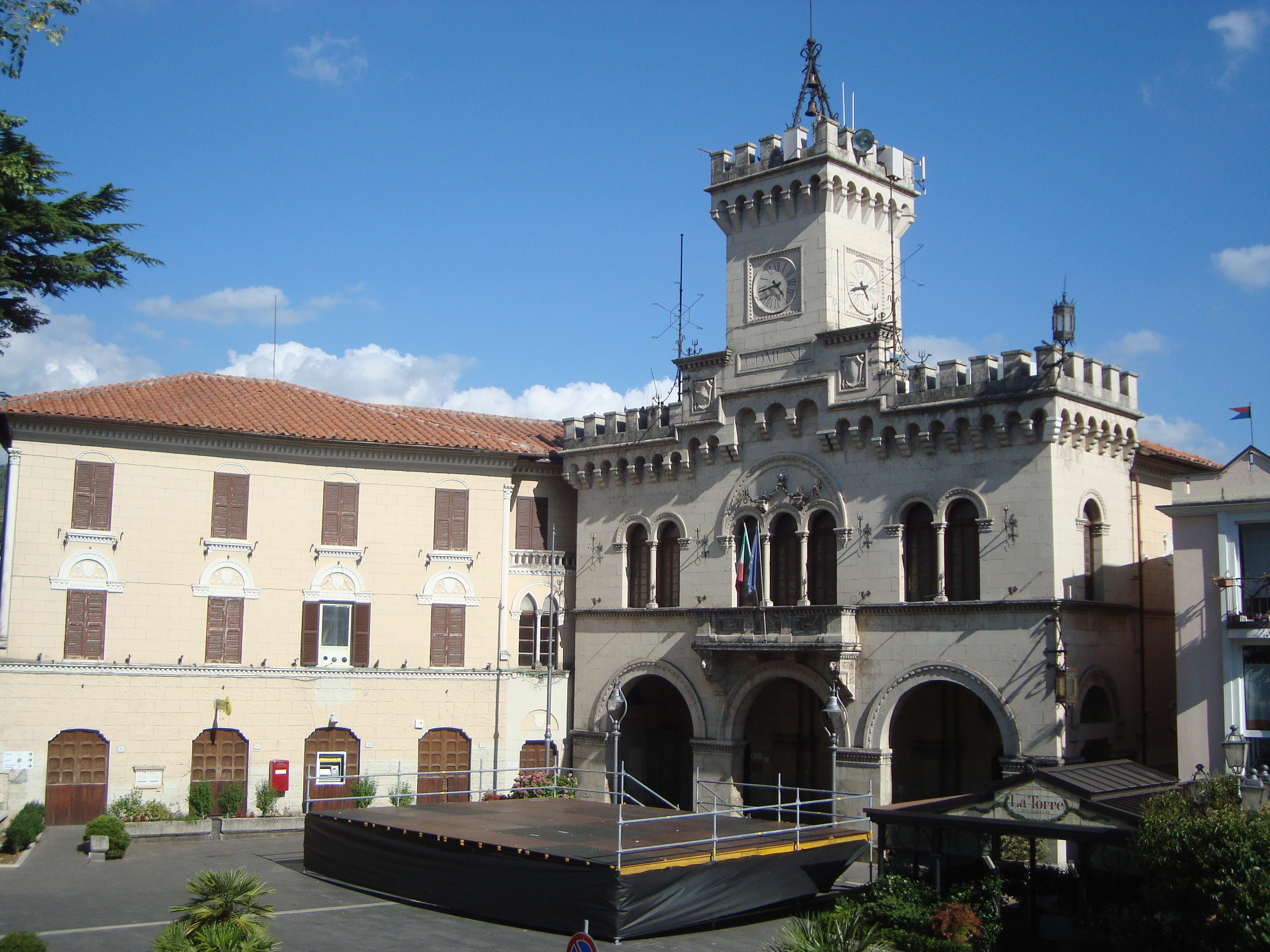
La mairie de la ville
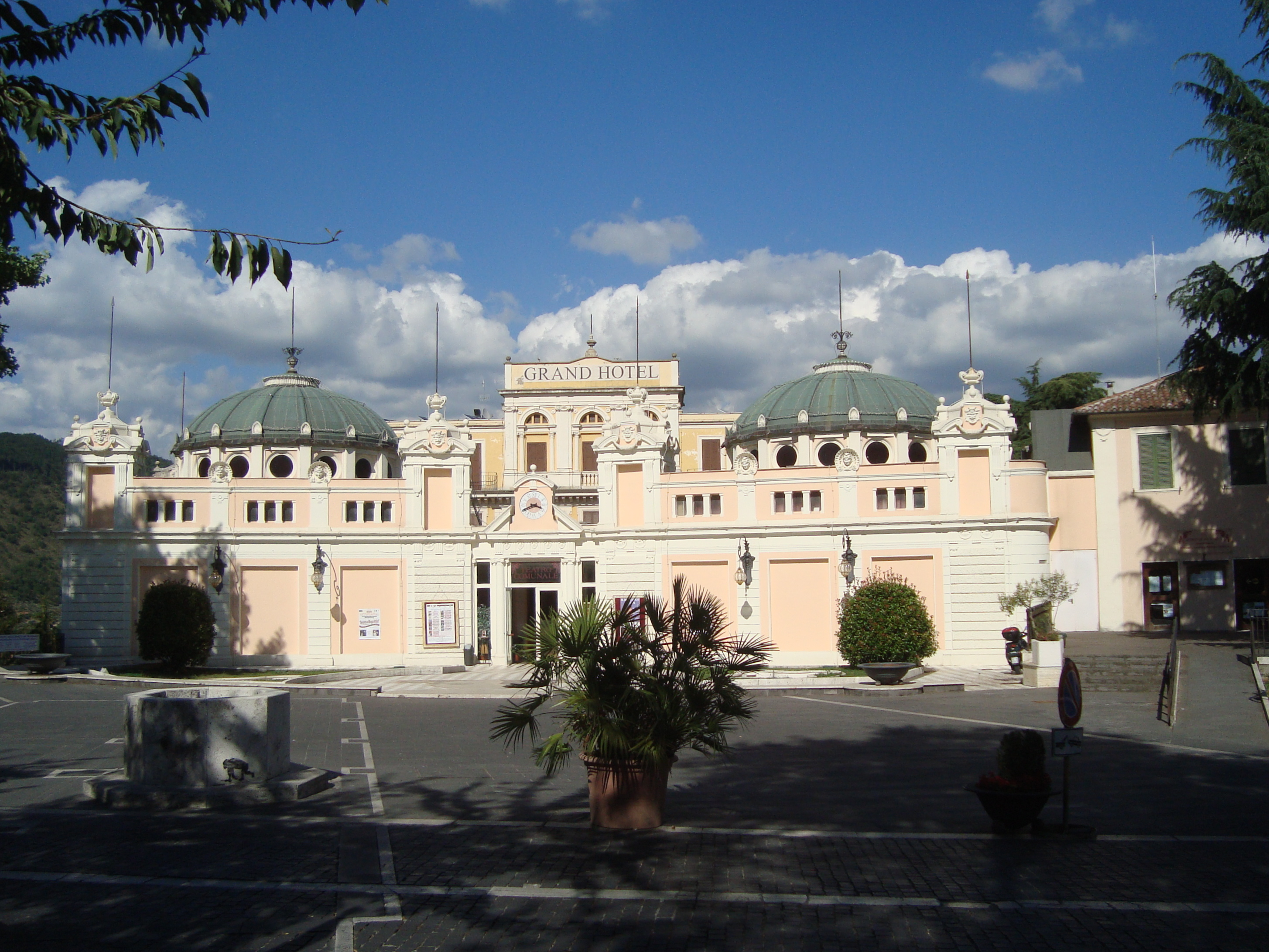
Le Grand Hôtel